# Вербиченька (фольклорний колектив, Рудьківка)

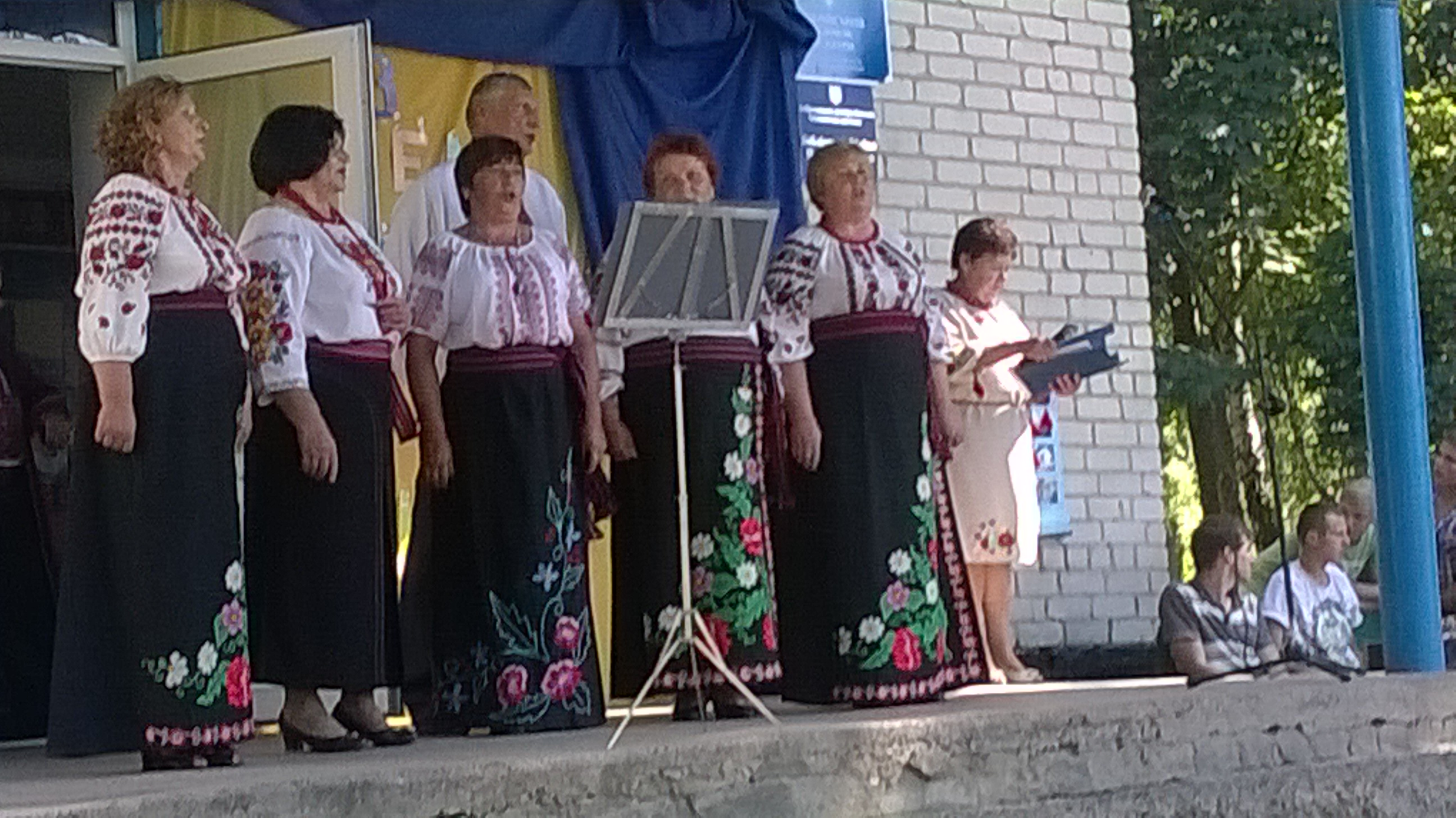
Рудьківка, біля Будинку культури. День села, 27 серпня 2016. Виступає «Вербиченька»

«Вербиченька» — народний фольклорний ансамбль Рудьківського сільського будинку культури Бобровицького району Чернігівської області.
Керівник — Віра Облакевич.

## Історія
Колектив створений 1981 року за ініціативи голови сільської ради Павла Ковтяги. Перший виступ відбувся 8 березня 1981 року під час урочистого відкриття нового сільського будинку культури. До складу колективу художньої самодіяльності входили 42 аматори сцени. Серед них — представники різних професій, багато чоловіків, у тому числі Павло Ковтяга.
Першим художнім керівником став Олександр Берегун (нині покійний). На той час працював директором будинку культури, грав на акордеоні. В репертуарі колективу переважають українські народні пісні. Деяким пісням із репертуару колективу понад сто років.
На сцені сільського будинку культури проводили вечорниці, грали уривки із п'єс. Серед улюблених публікою номерів був і «шумовий оркестр» — у числі його інструментів були скрипка, балія, пилка, рубель, заслонка. «Вербиченька» регулярно виступала не перед рудьківчанами, а також на районних та обласних святах.
2011 року йому було присвоєно звання народного аматорського.
У 2017 колектив здобув гран-прі IV Всеукраїнського фестивалю творчості «Пісенний драйв» в Очакові.
Станом на 2017 більшості співаків давно перевалило за шістдесят. Вони співають акапельно і під баян, шумові інструменти — бубон, рубель, ложки. В ансамблі співають жінки й лише один чоловік — Сергій Колесник.